# Abutilon pictum
Espèce
Classification phylogénétique
Abutilon pictum (syn. A. striatum), aussi appelé parfois « Abutilon strié », « lanterne chinoise », « érable de maison » ou « érable à fleurs », est une espèce de plantes à fleurs de la famille des Malvaceae.
C'est un arbuste originaire d'Amérique du Sud (Argentine, Brésil, Uruguay, Paraguay). Son feuillage est persistant à semi-persistant selon les climats.

## Synonyme
- Callianthe picta

## Description

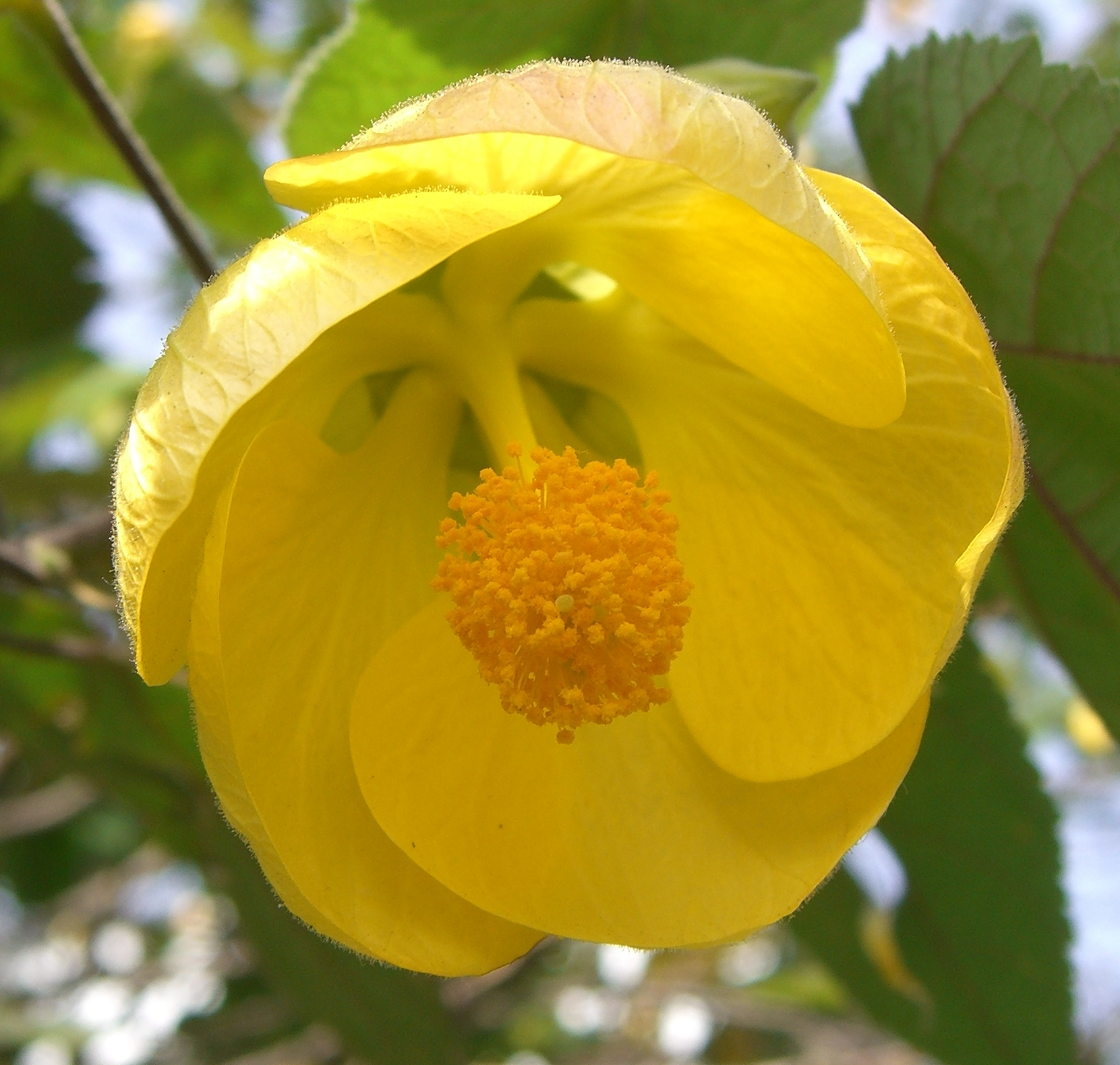
Détail de la fleur.

C'est un arbuste au port érigé puis étalé pouvant mesurer jusqu'à 5 m de hauteur.
Ses feuilles ressemblant à des feuilles d'érable mesurent de 5 à 15 cm de long et sont composées de trois à cinq (rarement sept) lobes. Elles sont vertes marbrées de jaune.
Les fleurs en cloche au long pédoncule et au port tombant sont de couleur jaune à rouge avec cinq pétales de 2 à 4 cm de long d'où émerge un bouquet d'étamines proéminent.
Le fruit est une capsule rarement fructifère.
C'est une plante ornementale dans les jardins subtropicaux qui s'est naturalisé en Amérique centrale.

### Cultivar
1. 'Thompsonii' - la présence d'un virus donne des feuilles vertes marbrées de jaune et des fleurs saumon veiné de cramoisi.

## Culture
Abutilon pictum a besoin d'un climat chaud (zone USDA 9 et au-delà). Il peut se développer en appartement ou en extérieur à mi ombre ou en plein soleil. Il pousse bien dans les sols sablonneux humides, limoneux et argileux et doit être abrité du vent et des brusques écarts de température.
Un hivernage en orangerie à 12-15 °C en réduisant l'arrosage est idéal pour une bonne floraison estivale.
Le bouturage d'été de tiges semi-ligneuses avec hormones et chaleur de fond est le plus utilisé, mais le marcottage, le semis et le bouturage de printemps sont également possibles.
Comme tous les abutilons, l'abutilon strié est sensible aux aleurodes, aux pucerons, aux araignées rouges, aux thrips et aux cochenilles farineuses. Il peut être attaqué également par le mildiou.